# أنشطة وكالة الاستخبارات المركزية في الولايات المتحدة الأمريكية
وكالة المخابرات المركزية (CIA) هي خدمة استخبارات أجنبية مدنية تابعة للحكومة الفيدرالية للولايات المتحدة، وهي مكلفة بجمع ومعالجة وتحليل معلومات الأمن القومي من جميع أنحاء العالم.
شعبة الموارد الوطنية هي الجناح المحلي لوكالة المخابرات المركزية.على الرغم من أن وكالة المخابرات المركزية تركز على جمع المعلومات الاستخبارية من الدول الأجنبية، إلا أنها أجرت عمليات داخل الولايات المتحدة لتحقيق أهدافها.لم تُعرف بعض هذه العمليات للجمهور إلا بعد سنوات من إجرائها، وقوبلت بانتقادات كبيرة من السكان ككل، مع ادعاءات بأن هذه العمليات قد تنتهك الدستور.

## 1950
ابتداءً من عام 1950، أجرت وكالة المخابرات المركزية بحثًا وجربت استخدام عقاقير محتملة للتحكم في العقل وغيرها من المحفزات الكيميائية والبيولوجية والإشعاعية على كل من الأشخاص الراغبين وغير المطلعين.كان الغرض من هذه البرامج هو «التحقيق في إمكانية وكيفية تعديل سلوك الفرد بوسائل سرية.»
سي أي أي مدير روسكوي ه.هيلينكويتر وافق أول دراسة للسيطرة على العقل، واسمه مشروع بلوبيرد، التي تم تغيير اسمها في وقت لاحق مشروع الخرشوف.

### حملة صليبية من أجل الحرية
كان عام 1950 بداية الحملة الصليبية من أجل الحرية، وهي حملة استمرت عشر سنوات لتوليد الدعم المحلي لإذاعة أوروبا الحرة (ولإخفاء وكالة المخابرات المركزية كمصدر أساسي لتمويل ار اف أي).

### مشروع إم كي ألترا
كان مشروع إم كي ألترا أحد برامج المدقق الداخلي المعتمد (CIA) الذي تضمن، من بين مشاريع أخرى، بحثا حول استخدام العقاقير في تعديل السلوك. واحدة من أكثر الحالات إثارة للجدل التي نشأت عن البرنامج كانت وفاة الدكتور فرانك أولسون، العالم الذي عمل في قسم العمليات الخاصة بالمركز البيولوجي للجيش الأمريكي في كامب ديتريك، ماريلاند. وفقًا للجنة الكنيسة، كجزء من تجارب إم كي ألترا، أُعطي أولسون جرعة من عقار إل إس دي دون علمه، وعانى في النهاية من استجابة نفسية شديدة.أرسلته وكالة المخابرات المركزية إلى نيويورك لرؤية أحد أطبائهم النفسيين، الذين أوصوا بوضع أولسون في مؤسسة عقلية للتعافي.أثناء قضاء المساء في غرفة في فندق مع موظف آخر في وكالة المخابرات المركزية، ألقى أولسون بنفسه من نافذة غرفته بالفندق، مما أدى إلى وفاته. اعترض أفراد عائلة أولسون على هذا الحساب.تضاربت أدلة الطب الشرعي اللاحقة مع الرواية الرسمية للأحداث؛ عندما تم استخراج جثة أولسون في عام 1994، أشارت إصابات في الجمجمة إلى أن أولسون قد فقد وعيه قبل أن يخرج من النافذة.

## 1951

### رائد خدمة الاتصال المحلي / اوسينت
كانت هذه الوظيفة، التي تديرها خدمة الاتصال الداخلي (وتسمى أيضًا قسم الاتصال الداخلي) التابعة لوكالة المخابرات المركزية، قانونية، لأنها لم تنتهك حظر وكالة المخابرات المركزية لسلطة الشرطة أو التجسس على الأمريكيين.لقد كان استجوابًا طوعيًا للأمريكيين بمعلومات مفيدة.يعتبر الآن جزءًا من استخبارات المصادر المفتوحة.

### مكتب الاستخبارات الحالية
أنشأ الرئيس ترومان مكتب الاستخبارات الحالية  الذي أداره هنتنغتون د.شيلدون.كانت هذه نسخة مُعاد تسميتها وممتدة من قسم الحرب العالمية الثانية من مرصد الصحراء والساحل الذي قدم للبيت الأبيض وإيجازات أخرى رفيعة المستوى.

## 1952-1975
اعترض عدد من المشاريع، بعضها تديره وكالة الأمن القومي والبعض الآخر وكالة المخابرات المركزية، البريد والاتصالات الإلكترونية لمواطني الولايات المتحدة في الولايات المتحدة.تم إيقاف هذه البرامج، بحلول عام 1975، باعتبارها غير قانونية دون أوامر قضائية.تم إعادة تشغيل برامج اعتراض مختلفة في ظل إدارة جورج دبليو بوش، على الرغم من أن هذه البرامج مسموح بها فقط للتواصل مع الرعايا الأجانب، وتزعم عدم الحاجة إلى أوامر توقيف بموجب مبدأ السلطة الموحدة.
تتلقى وكالة المخابرات المركزية وبقية مجتمع الاستخبارات منتجًا من آلاف برامج سيكينت التابعة لوكالة الأمن القومي.خلال هذه الفترة نفسها، تلقت وكالة المخابرات المركزية سيكينت مكثفة على جنوب شرق آسيا والكتلة السوفيتية، وبقية العالم، واستخدمت هذا في إعداد المنتجات التحليلية.من بينها، على سبيل المثال، ما يقرب من 200 تقدير استخباراتي وطني في جنوب شرق آسيا، بالإضافة إلى ملخصات شهرية لفيتنام ودراسات محددة ذات صلة بالعمليات العسكرية.
من بينها مشروع شمروك ومشروع ميناريت، حيث قامت وكالة الأمن القومي، بناءً على طلب من مكتب التحقيقات الفيدرالي ووكالة المخابرات المركزية، باعتراض اتصالات المواطنين الأمريكيين.
قامت وكالة المخابرات المركزية أيضًا بتشغيل عملية جوس مع برامج فرعية مریماک ورسیستانس، والتي كانت عمليات تجسس محلية مصممة لاكتشاف التهديدات لعمليات ومنشآت وكالة المخابرات المركزية.من خلال هذه البرامج، تلقى مكتب الأمن التابع لوكالة المخابرات المركزية معلومات من مخبرين مقرهم الولايات المتحدة بشأن أفراد وجماعات ذات آراء مناهضة للحرب.
اعتبر مدير وكالة الأمن القومي هذه البرامج غير مناسبة وتم إغلاقها بحلول عام1975
برنامج آخر،HTLINGUAL اعترض البريد المادي، أولاً ببساطة سجل عناوين المصدر والوجهة على الظرف، ثم فتح البريد وقراءته خلسةً في وقت لاحق.استمر هذا من عام 1952 إلى عام 1973.

## 1973
«بعد مغادرة كولبي للوكالة في 28 يناير 1976، وخلفه جورج بوش، أعلنت وكالة المخابرات المركزية عن سياسة جديدة:» فعالة على الفور، لن تدخل وكالة المخابرات المركزية في أي علاقة مدفوعة أو تعاقدية مع أي بدوام كامل أو جزئي المراسل الإخباري المعتمد من قبل أي خدمة إخبارية أو صحيفة أو دورية أو إذاعة أو محطة تلفزيونية أمريكية «في وقت الإعلان، أقرت الوكالة بأن السياسة ستؤدي إلى إنهاء أقل من نصف العلاقات مع 50 صحفيًا أمريكيًا.قالوا إنهم لا يزالون تابعين للوكالة.وأشار نص الإعلان إلى أن وكالة المخابرات المركزية ستواصل» الترحيب«بالتعاون الطوعي غير المدفوع الأجر للصحفيين.وهكذا، تم السماح للعديد من العلاقات بالبقاء على حالها».

## 1977
وفقًا لمقال نُشر في نيويورك تايمز عام 1977، أجرت وكالة المخابرات المركزية حملة دعائية سرية لإخماد الانتقادات الموجهة لتقرير وارن.وحثت وكالة المخابرات المركزية محطاتها الميدانية على استخدام «أصولها الدعائية» لمهاجمة أولئك الذين لم يوافقوا على تقرير وارن.في برقية من مقر وكالة المخابرات المركزية، أصدرت الوكالة تعليمات لمحطاتها حول العالم من أجل:
1. مواجهة "الموجة الجديدة من الكتب والمقالات التي تنتقد نتائج لجنة [وارين]...[و] نظريات المؤامرة...
2. «مناقشة مشكلة الدعاية مع الاتصال واتصالات النخبة الودية، وخاصة السياسيين والمحررين»؛ و
3. «توظيف الأصول الدعائية للرد على اعتداءات النقاد ودحضها....مراجعات الكتب والمقالات المميزة مناسبة بشكل خاص لهذا الغرض....الهدف من هذا الإرسال هو توفير مادة لمواجهة وتشويه ادعاءات أصحاب نظرية المؤامرة...» [11]

## روابط خارجية
- ديفيد برايس: «وكالة المخابرات المركزية ترحب بعودة نفسها إلى حرم الجامعات الأمريكية» - تقرير بالفيديو صادر عن ديموقراطية الآن!